# Cao Zhang
Pour les articles homonymes, voir Cao.
Dans ce nom, le nom de famille précède le nom personnel.
Cao Zhang (189-223) est le troisième fils de Cao Cao (Seigneur de guerre, écrivain et poète de la Chine antique) et le deuxième fils de Dame Bian.
Il était un habile et brave guerrier surnommé « L’enfant à la barbe jaune », de même qu’un archer et un cavalier remarquable. Son père lui donna le titre de Duc de Yanling en l’an 216.
En l’an 218, il est envoyé par Cao Cao pour réprimer une rébellion des tribus Wuhuan au nord, dans le district de Dai. Son expédition fut un succès et il anéantit les rebelles avec une telle ardeur que Kebineng, le Chef de Guerre des tribus Xianbi qui était sur place, lui offrit instantanément sa soumission sans même livrer combat. Ainsi, tout le nord fut pacifié.
Tout de suite après, Cao Zhang eut écho de la défaite de son père à la Passe de Yangping et se précipita vers l’ouest pour le secourir. Il rencontra donc les forces de Cao Cao dans la vallée de Xie où il affronta l’armée des Shu et tua Wu Lan au combat.
Plus tard, alors que Cao Pi succèda à Cao Cao et devint Roi des Wei, Cao Zhang, provenant de Chang'an avec une armée de 100 000 hommes, vint contester sa succession. Cependant, Jia Kui le convainquit de retirer son armée et Cao Zhang vint plutôt rendre hommage à son frère et retourne à Yanling.
En l’an 223, lorsqu’il vint visiter Cao Pi, il demanda à voir un symbole de royauté et fut ainsi soupçonné de vouloir usurper le trône. Cao Pi organisa donc une partie de weiqi au cours de laquelle Cao Zhang mourut empoisonné après avoir consommé les prunes mortelles que Cao Pi lui avait offertes.
Il avait pour épouse une fille de Sun Ben, un neveu de Sun Jian.